# Lesley Thompson-Willie
Lesley Allison Thompson-Willie (Toronto, 20 de septiembre de 1959) es una deportista canadiense que compitió en remo como timonel.
Participó en ocho Juegos Olímpicos de Verano, entre los años 1984 y 2016, obteniendo en total cinco medallas: plata en Los Ángeles 1984 (cuatro con timonel), oro en Barcelona 1992 (ocho con timonel), plata en Atlanta 1996 (ocho con timonel), bronce en Sídney 2000 (ocho con timonel) y plata en Londres 2012 (ocho con timonel).
Ganó diez medallas en el Campeonato Mundial de Remo entre los años 1985 y 2015.

## Palmarés internacional
| Juegos Olímpicos   | Juegos Olímpicos             | Juegos Olímpicos  | Juegos Olímpicos   |
| Año                | Lugar                        | Medalla           | Prueba             |
| ------------------ | ---------------------------- | ----------------- | ------------------ |
| 1984               | Los Ángeles (Estados Unidos) | Medalla de plata  | Cuatro con timonel |
| 1992               | Barcelona (España)           | Medalla de oro    | Ocho con timonel   |
| 1996               | Atlanta (Estados Unidos)     | Medalla de plata  | Ocho con timonel   |
| 2000               | Sídney (Australia)           | Medalla de bronce | Ocho con timonel   |
| 2012               | Londres (Reino Unido)        | Medalla de plata  | Ocho con timonel   |
| Campeonato Mundial |                              |                   |                    |
| Año                | Lugar                        | Medalla           | Prueba             |
| 1985               | Malinas (Bélgica)            | Medalla de bronce | Cuatro con timonel |
| 1986               | Nottingham (Reino Unido)     | Medalla de bronce | Cuatro con timonel |
| 1991               | Viena (Austria)              | Medalla de oro    | Ocho con timonel   |
| 1997               | Aiguebelette (Francia)       | Medalla de plata  | Ocho con timonel   |
| 1998               | Colonia (Alemania)           | Medalla de bronce | Ocho con timonel   |
| 1999               | St. Catharines (Canadá)      | Medalla de bronce | Ocho con timonel   |
| 2010               | Cambridge (Nueva Zelanda)    | Medalla de plata  | Ocho con timonel   |
| 2011               | Bled (Eslovenia)             | Medalla de plata  | Ocho con timonel   |
| 2014               | Ámsterdam (Países Bajos)     | Medalla de plata  | Ocho con timonel   |
| 2015               | Aiguebelette (Francia)       | Medalla de bronce | Ocho con timonel   |